# Guillermo Saavedra (labdarúgó)
Guillermo Saavedra Tapia (Rancagua, 1903. november 5. – 1957. május 12.), chilei válogatott labdarúgó.
A chilei válogatott tagjaként részt vett az 1926-os Dél-amerikai bajnokságon, az 1928. évi nyári olimpiai játékokon és az 1930-as világbajnokságon .

## Sikerei, díjai
Chile
- Dél-amerikai bronzérmes (1): 1926

## Külső hivatkozások
- Guillermo Saavedra a FIFA.com honlapján Archiválva 2015. február 6-i dátummal a Wayback Machine-ben